# Jewel Song/Beside You -Boku o yobu koe-
Jewel Song/Beside You -Boku o yobu koe- (jap. JEWEL SONG/BESIDE YOU-僕を呼ぶ声-) – dziewiąty japoński singel BoA, wydany 11 grudnia 2002 roku przez Avex Trax. Singel promował album Valenti. Osiągnął 3 pozycję w rankingu Oricon Singles Chart i pozostał na liście przez 13 tygodni, sprzedał się w nakładzie 151 485 egzemplarzy i zdobył status złotej płyty.
Utwór „Jewel Song” został wykorzystany jako piosenka przewodnia dramy Eve no Subete (jap. イヴの総て), a „Beside You -Boku o yobu koe-” został wykorzystany jako opening anime Asobotto senki Gokū.

## Lista utworów
| Nr | Tytuł                                                                       | Słowa            | Kompozycja    | Aranżacja                       | Czas |
| -- | --------------------------------------------------------------------------- | ---------------- | ------------- | ------------------------------- | ---- |
| 1. | „JEWEL SONG”                                                                | Natsumi Watanabe | Kazuhiro Hara | Kazuhiro Hara, Tatsuya Murayama |      |
| 2. | „BESIDE YOU -Boku o yobu koe-” (jap. BESIDE YOU-僕を呼ぶ声-)                | Natsumi Watanabe | BOUNCEBACK    | h-wonder                        |      |
| 3. | „JEWEL SONG” (Instrumental)                                                 |                  | Kazuhiro Hara | Kazuhiro Hara, Tatsuya Murayama |      |
| 4. | „BESIDE YOU -Boku o yobu koe-” (jap. BESIDE YOU-僕を呼ぶ声-) (Instrumental) |                  | BOUNCEBACK    | h-wonder                        |      |